# Scapulaseius huanggangensis
Scapulaseius huanggangensis är en spindeldjursart som först beskrevs av Wu 1986.  Scapulaseius huanggangensis ingår i släktet Scapulaseius och familjen Phytoseiidae. Inga underarter finns listade i Catalogue of Life.